# Thomas John Ellis
Thomas John Ellis (n. 17 de novembre del 1978) és un actor nascut a Cardiff, Gal·les. És conegut per la seva participació com Gary Preston a la sèrie Miranda, també com Bob Bradley a The Strain. També va ser protagonista les sèries Rush i Lucifer (original de Netflix), on va interpretar el paper de Lucifer Morningstar.

## Biografia
Thomas John Ellis va néixer a Cardiff a Gal·les. Va ser criat pel seu pare Christopher John Ellis i la seva mare Marilyn Jean. Tenia una germana que va seguir el mateix camí que els seus tiets i el seu pare, ser ministres baptistes de l'església baptista de San Juan en Cardiff. El seu pare Christopher John Ellis va ser el director del Regent's Park College a Oxford, després de la jubilació del seu germà Robert Ellis.
Ell anava a Sheffield per poder estudiar la secundària a l'escola High Storrs School la sisena escola amb el millor nivell acadèmic del sud-oest de Sheffield. Fundada en el 1933 dirigida per la directora Claire Tasker durant la seva estada.
Thomas va tenir la seva primera relació formal amb l'actriu Estelle Morgan, amb qui va tenir la seva primera filla, Nora Ellis, en el 2005. Ellis va començar a sortir amb l'actriu Tamzin Outhwaite, amb la que es va casar l'any 2006. Dos anys després, el 25 de juny del 2008, va tenir la seva segona filla, Florence Elsie Ellis, quatre anys després el 2 d'agost de 2012, va néixer la seva tercera fila Marnie Mae Ellis. Dos anys més tard Thomas i Tamzin van signar el seu divorci. El 4 de juny 2019 Thomas, es va casar amb la guionista Meaghan Oppenheimer.

## Carrera cinematogràfica
La primera aparició d'Ellis va ser en el 2001, a la pel·lícula The life and adventures of Nicholas of Nickleby, una película cómica-dramática, fent el paper de John Browdie.
El 2008, Thomas i la seva dona en aquell moment, Tamzin Outhwaite, van sortir per la ITV participant en una entrevista especial per actors.
El 2009, va protagonitzar una sèrie cómica-dramática, anomenada Monday Monday itambé reproduïda per la ITV.
En el 2016, Ellis va protagonitzar una sèrie anomenada Lucifer, interpretant el paper de Lucifer Morningstar. Aquesta sèrie té quatre temporades, i l'última temporada va ser publicada en el 2020. Les tres primeres temporades van ser publicades pel canal FOX, però Netflix va comprar la sèrie. Ara és una sèrie original de Netflix, i la cuarta temporada sol va ser publicada a Netflix.

## Treballs
| Any        | Títol                                             | Personatge          | Director                                        |
| 2001       | The life and adventures of Nicholas of Nickleby   | John Browdie        | Douglas McGrath                                 |
| 2001       | High heels and low lifes                          | Uniformed officer   | Mel Smith                                       |
| 2001       | Buffalo soldiers                                  | Squash              | Gregor Jordan                                   |
| 2003       | Asuntos de Familia                                | Ivor                | Craig Ferguson                                  |
| 2004       | Los asesinatos de Midsomer. Temporada 8 episodi 9 | Lee Smeeton         | Caroline Graham                                 |
| 2004       | El secreto de Vera Drake                          | Police Constable    | Mike Leigh                                      |
| 2005       | Caso cerrado. Temporada 5, episodi 7-8            | Harry Taylor        | Barbara Machin                                  |
| 2007       | Doctor Who. Temporada 3, episodi 13               | Tom Milligan        | Russell T Davies, Steven Moffat, Chris Chibnall |
| 2008       | La Pasión                                         | Phillip             | Frank Deasy                                     |
| 2009       | Monday Monday                                     | Steven              | Roger Goldby, Nick Laughland i Martin Dennis    |
| 2010       | Merlin. Temporada 3, episodis 1-2-7-12            | Cenred              | Julian Jones, Johnny Capps, Julian Murphy       |
| 2010       | Accused. Temporada 1, episodi 4                   | Neil McGray         | Jimmy McGovern                                  |
| 2011       | The Fades. Temporada 1                            | Mark                | Jack Thorne                                     |
| 2012       | Érase una vez. Temporada 2, episodi 19            | Robin Hood          | Adam Horowitz, Edward Kitsis                    |
| 2012       | The secret of Crickley Hall. Temporada 1          | Gabe Caleigh        | Joe Ahearne                                     |
| 2012       | Testigo mudo. Temporada 15 episodis 11 - 12       | Père Jacob          | Nigel McCrery                                   |
| 2012       | Miranda                                           | Gary Preston        | Miranda Hart                                    |
| 2014       | Rush                                              | Dr William P. Rush  | Jonathan Levine                                 |
| 2016       | The Strain                                        | Rob Bradley         | Carlton Cuse, Guillermo del Toro, Chuck Hogan   |
| 2016- 2020 | Lucifer                                           | Lucifer Morningstar | Tom Kapinos                                     |
| 2018       | Queen America. Temporada 1, episodis 3 - 4        | Andy                | Meaghan Oppenheimer                             |
| 2019       | The Flash Temporada 6, episodi 9                  | Lucifer Morningstar | Greg Berlanti, Andrew Kreisberg                 |